# Дев'ятибратове
Дев'ятибра́тове — село у Богодухівській міській громаді Богодухівського району Харківської області України.
- Поштове відділення: Улянівське

## Географія
Село Дев'ятибратове знаходиться за 0,5 км на південь від села Ульянівка між річками Куп'єваха (~ 4 км) і Рябина (~ 4 км). На відстані 1 км розташована залізнична станція Куп'єваха.

## Історія
- 1800 рік — дата заснування.
- 12 червня 2020 року, відповідно до розпорядження Кабінету Міністрів України № 725-р «Про визначення адміністративних центрів та затвердження територій територіальних громад Харківської області», село увійшло до Богодухівської міської громади[1].
- 19 липня 2020 року, в результаті адміністративно-територіальної реформи та ліквідації Богодухівського району (1923—2020), село увійшло до складу новоутвореного Богодухівського району Харківської області[2].